# Karol Scheibler
Karol Wilhelm Scheibler (født 1. september 1820 i Montjoie (i dag Monschau) ved Aachen, død 13. april 1881 i Łódź) var den største fabrikant i Łódź.
Scheibler kom fra en evangelisk, tysk familie fra Augsburg. Hans far ejede en tysk tøjfabrik. Karol blev oplært i England og arbejdede senere i Belgien, Frankrig, Skotland og Holland. I 1848 rejste han til Polen og blev direktør i et bomuldsspinderi hos sin onkel Fryderyk Schlösser i Ozorków. 
Hans selvstændige fabrikantkarriere tog fart efter brylluppet med Anna Werner i 1854. Hendes far ejede tøjfabrikker i Zgierz og Ozorków samt en sukkerfabrik i Leśmierz. Annas medgift var dobbelt så stor som Scheiblers formue. Den samlede sum, forøget med en række lån, gav ham muligheden for at åbne sin første fabrik i 1855 – et fuldstændig mekaniseret spinderi. På kort tid ombyggede han sine bygninger til at rumme det mest moderne tekstilfirma i Łódź.
Med Karol Scheiblers virksomhed begyndte en helt ny epoke i Łódź’ historie og sikrede byen en ledende rolle inden for tekstilindustrien i Europa. Han skabte et enormt industriimperium bestående af komplekset ved Wodny Rynek ("Vandtorvet", i dag Sejrspladsen), Księży Młyn og bebyggelsen langs Wincenty Tymienieckis gade helt frem til Piotrkowska-gaden.
Karol Scheibler var også filantrop. Både han selv og efter hans død også hans kone Anna Werner, sønnen Karol Wilhelm samt datteren og svigersønnen Matylda og Edward Herbst, skænkede store summer til velgørenhed og støttede finansielt opførelsen af skoler, sygehuse og kirker.
Scheibler blev begravet på Den gamle kirkegård i Łódź i Scheiblers kapel.